# Picayune
Picayune es una ciudad del Condado de Pearl River, Misisipi, Estados Unidos. Según el censo de 2000 tenía una población de 10 535 habitantes y una densidad de población de 345.9 hab/km².

## Demografía
Según el censo de 2000, había 10.535 personas, 4.100 hogares y 2.865 familias residiendo en la localidad. La densidad de población era de 345,9 hab./km². Había 4.568 viviendas con una densidad media de 150,0 viviendas/km². El 62,02% de los habitantes eran blancos, el 35,92% afroamericanos, el 0,38% amerindios, el 0,30% asiáticos, el 0,05% isleños del Pacífico, el 0,18% de otras razas y el 1,15% pertenecía a dos o más razas. El 1,15% de la población eran hispanos o latinos de cualquier raza.
Según el censo, de los 4.100 hogares en el 31,8% había menores de 18 años, el 45,0% pertenecía a parejas casadas, el 20,8% tenía a una mujer como cabeza de familia, y el 30,1% no eran familias. El 26,4% de los hogares estaba compuesto por un único individuo, y el 11,8% pertenecía a alguien mayor de 65 años viviendo solo. El tamaño promedio de los hogares era de 2,54 personas y el de las familias de 3,06.
La población estaba distribuida en un 27,0% de habitantes menores de 18 años, un 9,4% entre 18 y 24 años, un 25,5% de 25 a 44, un 23,0% de 45 a 64, y un 15,1% de 65 años o mayores. La media de edad era 36 años. Por cada 100 mujeres había 82,8 hombres. Por cada 100 mujeres de 18 años o más, había 79,2 hombres.

## Geografía
Según la Oficina del Censo de los Estados Unidos, Picayune tiene un área total de 30,6 km² de los cuales 30,5 km² corresponden a tierra firme y 0,1 km² a agua. El porcentaje total de superficie con agua es 0,34%.